# Waldschütz (Beruf)
Der Waldschütz war ein zur untersten Klasse der deutschen Forstbeamten gehörender Aufseher. Die Bezeichnung verlor sich im 19. Jahrhundert.